# Jan Meerman
Jan Cornelis Meerman (30 augustus 1955) is een Nederlandse bioloog. Hij studeerde biologie en ecologie aan de Landbouwhogeschool Wageningen.
In 1989 vestigde hij zich in Belize. Van 1989 tot 1994 was hij namens de International Tropical Conservation Foundation manager van het Shipstern Nature Reserve, een natuurreservaat van 8000 hectare in het Corozal District in Belize. 
Vanaf 1994 is hij directeur van een Belizaans bedrijf dat zich bezighoudt met milieueffectrapportage. Ook is hij directeur van een non-profitorganisatie die zich bezighoudt met de inventarisatie van de biodiversiteit in Belize. Tevens geeft hij in Belize en in Iquitos in Peru les in regenwoud-workshops. 
Hij heeft vele publicaties over de natuur in Midden-Amerika en over Midden-Amerikaanse dier- en plantensoorten op zijn naam staan. Hieronder zijn publicaties over vlinders en passiebloemen uit Belize. 
Een voorbeeld van een plantensoort die hij mede gepubliceerd heeft, is Passiflora lancetillensis J.M.MacDougal & Meerman (2003). 